# 前佑囲斗
前 佑囲斗（まえ ゆいと、2001年8月13日 - ）は、三重県亀山市出身のプロ野球選手（投手・育成選手）。右投右打。オリックス・バファローズ所属。

## 経歴

### プロ入り前
津田学園では3年時に春夏連続で甲子園に出場。春の甲子園では龍谷大平安を相手に9回までノーヒットに抑えるが、延長11回に2失点し敗北。同年夏の甲子園では初戦の静岡高校戦では11奪三振1失点で勝利を収めるが、続く2回戦では履正社を相手に3回9安打6失点と打ち込まれ、チームは7対3で敗退。その後侍U18代表メンバーに選出された。
2019年のドラフト会議では、オリックス・バファローズから4位指名を受け、11月13日に契約金4000万円、年俸550万円（いずれも推定）で仮契約を結んだ。背番号は山本由伸が前年まで着用していた43となった。

### オリックス時代
2020年は、ウエスタン・リーグ14試合に登板し、0勝3敗、防御率3.38という成績だった。奪三振数が24投球回を上回る28を記録するなど、高卒1年目から高い奪三振力を見せた。
2021年は、ウエスタン・リーグ7試合に登板し、0勝1敗、防御率3.27という成績だった。
2022年は、ウエスタン・リーグ13試合に登板し、1勝1敗、防御率7.30という成績だった。
2023年は、6月8日に中継ぎ要員として一軍に初昇格し、6月11日の横浜DeNAベイスターズ戦（京セラドーム）で5点差ビハインドの8回表にプロ初登板し、三者凡退に抑えた。オフシーズンの11月から12月まではオーストラリアン・ベースボールリーグのメルボルン・エイシズに派遣され経験を積んだ。
2024年は、ウエスタン・リーグ36試合に登板し、4勝2敗、防御率1.98という好成績を残したが、一軍登板は4試合のみで防御率7.20に終わり、10月3日に戦力外通告と育成契約の打診を受けた。11月19日に育成再契約が発表され、背番号も128に変更された。
2025年4月29日のくふうハヤテ戦で登板したものの負傷降板。5月20日に、右肘内側側副靭帯再建術（トミー・ジョン手術）を受けた。同年、オリックスでは5人目となった。

## 選手としての特徴
ストレートの最速は152km/h。スライダー、カーブが武器。空振りの取れるストレートを持ち味とする。

## 人物・エピソード
2006年のオールスターゲームで藤川球児が全球予告ストレートで勝負し小笠原道大とアレックス・カブレラから連続空振り三振を奪った映像を見てから、球の質で三振を取る投球に惹きつけられ、藤川球児を憧れのプロ野球選手としている。

## 詳細情報

### 年度別投手成績
| 年 度     | 球 団      | 登 板 | 先 発 | 完 投 | 完 封 | 無 四 球 | 勝 利 | 敗 戦 | セ 丨 ブ | ホ 丨 ル ド | 勝 率 | 打 者 | 投 球 回 | 被 安 打 | 被 本 塁 打 | 与 四 球 | 敬 遠 | 与 死 球 | 奪 三 振 | 暴 投 | ボ 丨 ク | 失 点 | 自 責 点 | 防 御 率 | W H I P |
| --------- | ---------- | ----- | ----- | ----- | ----- | -------- | ----- | ----- | -------- | ----------- | ----- | ----- | -------- | -------- | ----------- | -------- | ----- | -------- | -------- | ----- | -------- | ----- | -------- | -------- | ------- |
| 2023      | オリックス | 2     | 0     | 0     | 0     | 0        | 0     | 0     | 0        | 0           | ----  | 8     | 2.0      | 1        | 0           | 1        | 0     | 0        | 2        | 0     | 0        | 0     | 0        | 0.00     | 1.00    |
| 2024      | オリックス | 4     | 0     | 0     | 0     | 0        | 0     | 0     | 0        | 0           | ----  | 25    | 5.0      | 8        | 1           | 2        | 0     | 0        | 5        | 0     | 0        | 5     | 4        | 7.20     | 2.00    |
| 通算：2年 | 通算：2年  | 6     | 0     | 0     | 0     | 0        | 0     | 0     | 0        | 0           | ----  | 33    | 7.0      | 9        | 1           | 3        | 0     | 0        | 7        | 0     | 0        | 5     | 4        | 5.14     | 1.71    |

- 2024年度シーズン終了時

### 年度別守備成績
| 年 度 | 球 団      | 投手  | 投手  | 投手  | 投手  | 投手  | 投手     |
| 年 度 | 球 団      | 試 合 | 刺 殺 | 補 殺 | 失 策 | 併 殺 | 守 備 率 |
| ----- | ---------- | ----- | ----- | ----- | ----- | ----- | -------- |
| 2023  | オリックス | 2     | 0     | 0     | 0     | 0     | ----     |
| 2024  | オリックス | 4     | 0     | 1     | 0     | 0     | 1.000    |
| 通算  | 通算       | 6     | 0     | 1     | 0     | 0     | 1.000    |

- 2024年度シーズン終了時

### 記録
初記録
- 初登板：2023年6月11日、対横浜DeNAベイスターズ3回戦（京セラドーム大阪）、8回表に3番手で救援登板、1回無失点[22]
- 初奪三振：2023年6月14日、対阪神タイガース2回戦（阪神甲子園球場）、8回裏に近本光司から空振り三振

### 背番号
- 43（2020年[7] - 2024年）
- 128（2025年[17] - ）

### 代表歴
- 2019 WBSC U-18ワールドカップ 日本代表